# 大田川 (東京都)

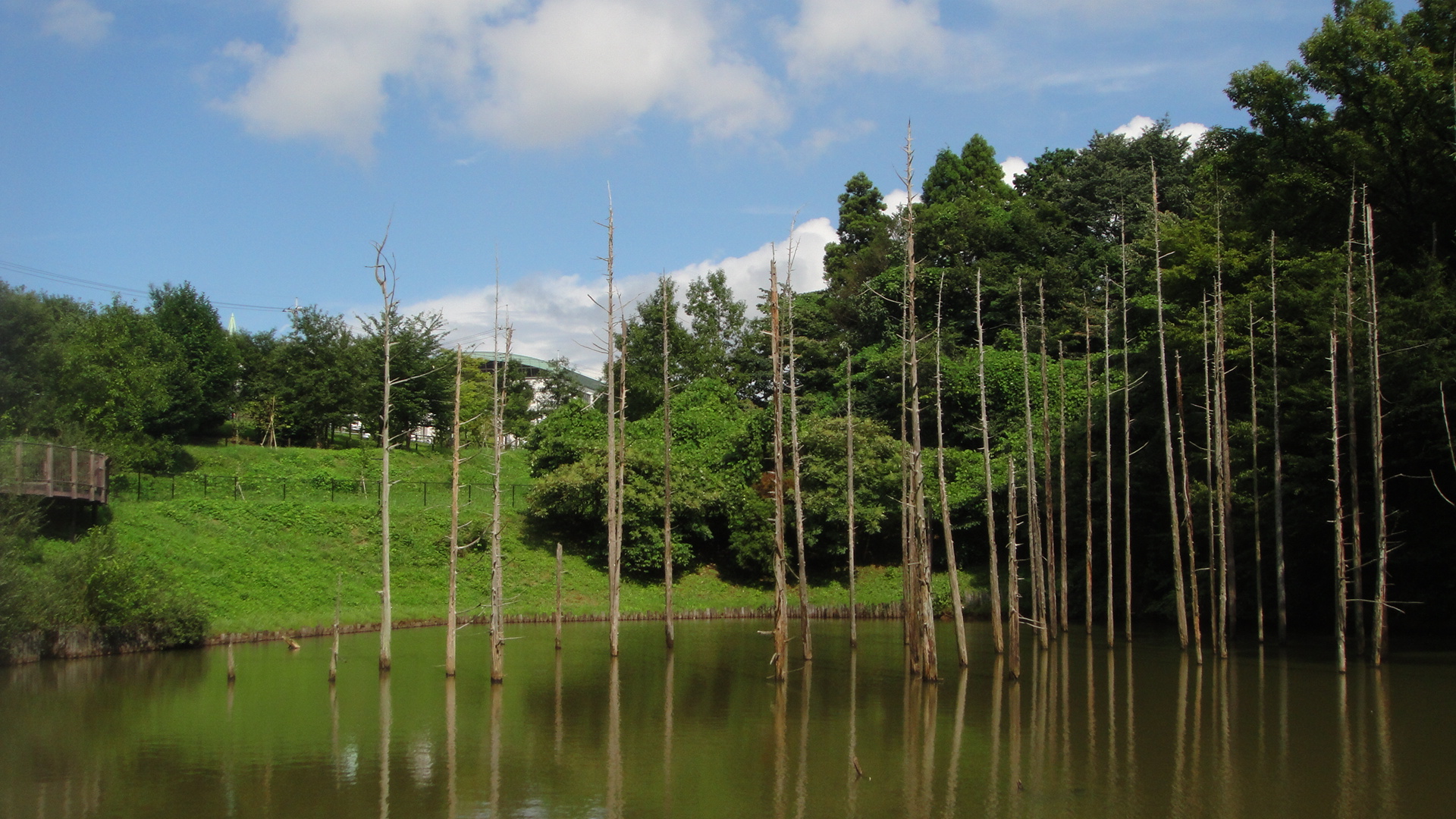
大田切池

大田川（おおたがわ）は、東京都八王子市を流れる多摩川水系の一級河川である。

## 地理
東京都町田市小山ヶ丘および八王子市南大沢の小山内裏公園内の調整池である大田切池を主な水源とし、東京都道158号小山乞田線（多摩ニュータウン通り）に沿って北東に向って流れ、八王子市松木付近で大栗川と合流する。現在は南大沢2丁目交差点近くで暗渠に入ってしまうため先は見られない。

## 生物
アオサギが偶に見られるが魚はほとんど見られない。

## 環境

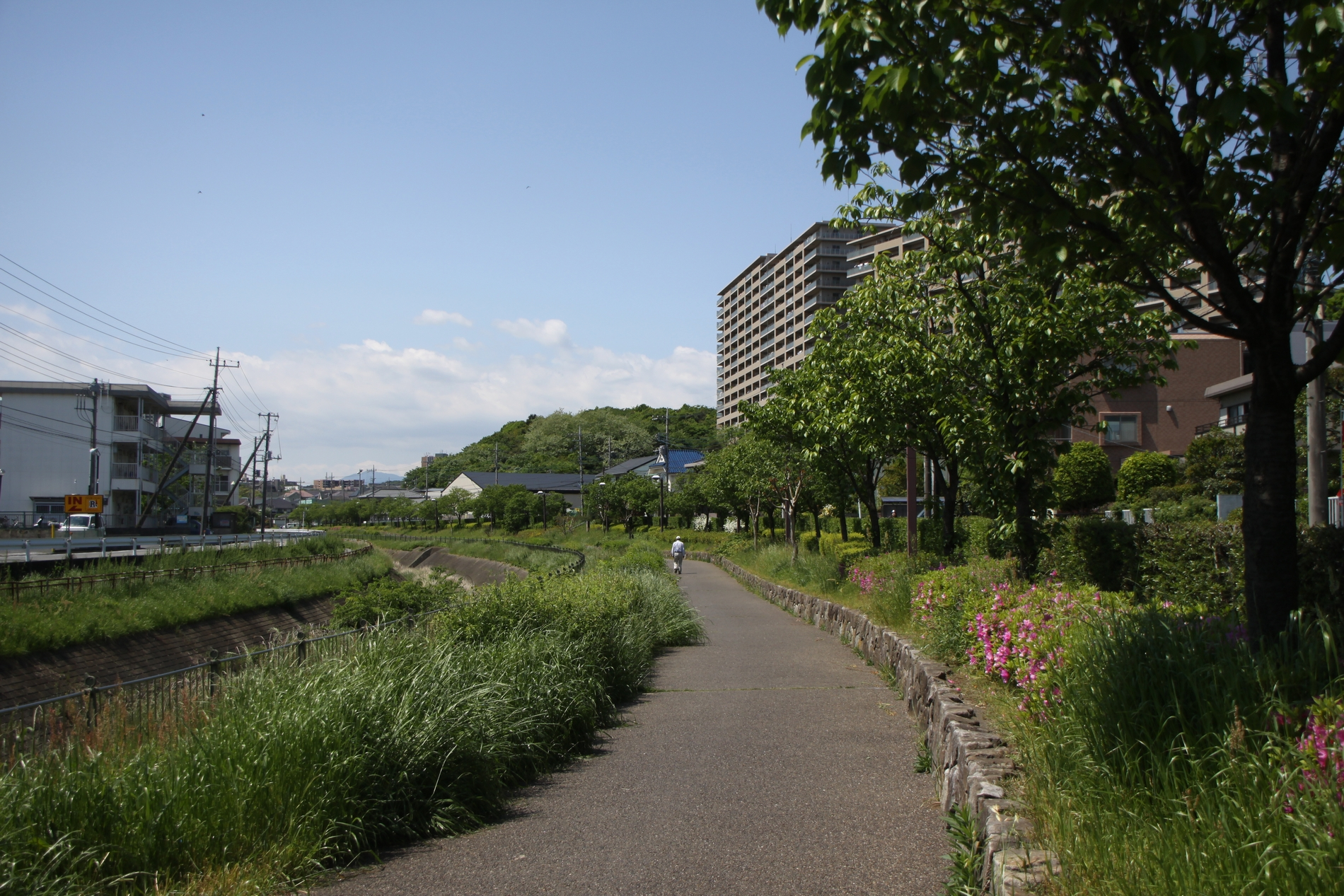
柚木緑道

遊歩道である柚木緑道が整備され川沿いを歩けるようになっている。

## 橋梁
上流から
- 大田橋（バス停名になっている最近までは南大沢バス停であったが紛らわしいため変更された。）
- おかんどう橋
- 板橋（バス停名になっている）
- 川幡橋
- 峯ヶ谷戸橋

おかんどう橋以外交差点名に橋の名前が入っている。